# Lucemburská hokejová reprezentace
Lucemburská hokejová reprezentace patří mezi národní reprezentace v ledním hokeji. V mezinárodním žebříčku se pohybuje pod čtyřicátým místem. Tým hraje v národních barvách, tj. v červené, bílé a světle modré, a je přezdívaný Red Lions. Lední hokej v Lucembursku je řízen federací FLHG Luxembourgeoise. Lucembursko je členem Mezinárodní hokejové federace už od 26. března 1912. Reprezentace se skládá převážně z hráčů lucemburského klubu Tornado Luxembourg (včetně bývalého kapitána a dlouholetého reprezentanta Ronnyho Scheiera), který hraje ve čtvrté (nejnižší) francouzské lize. Trenérem národního týmu Lucemburska je Němec českého původu Petr Fical.

## Turnaje
Lucembursko se poprvé turnaje Mistrovství světa zúčastnilo v roce 1992 ve skupině C2 a účast si poté zopakovalo až po osmi letech v roce 2000 ve skupině D. Od roku 2002 je pravidelným účastníkem. V letech 2002 a 2004 hrálo II. divizi, ve zbývajících letech III. divizi.

### Mistrovství světa
- skupina C
- divize D2
- divize D3
- Legenda: červené podbarvení - sestup, zelené podbarvení - postup, fialové podbarvení - reorganizace, změna skupiny či soutěže

| Rok          | Místo turnaje                      | Umístění                         |
| ------------ | ---------------------------------- | -------------------------------- |
| MS – 1992 C  | JAR                                | 5. místo                         |
| MS – 2000 D2 | Island                             | 8. místo                         |
| MS – 2002 D2 | Jugoslávie                         | 6. místo (sestup)                |
| MS – 2003 D3 | Nový Zéland                        | místo (postup)                   |
| MS – 2004 D2 | Španělsko                          | 6. místo (sestup)                |
| MS – 2005 D3 | Mexiko                             | Bronzová medaile                 |
| MS – 2006 D3 | Island                             | 5. místo                         |
| MS – 2007 D3 | Irsko                              | Bronzová medaile                 |
| MS – 2008 D3 | Lucembursko                        | Bronzová medaile                 |
| MS – 2009 D3 | Nový Zéland                        | Bronzová medaile                 |
| MS – 2010 D3 | Lucembursko                        | Bronzová medaile                 |
| MS – 2011 D3 | Jižní Afrika                       | 4. místo                         |
| MS – 2012 D3 | Turecko                            | Bronzová medaile                 |
| MS – 2013 D3 | Jihoafrická republika              | Bronzová medaile                 |
| MS – 2014 D3 | Lucembursko                        | Bronzová medaile                 |
| MS – 2015 D3 | Turecko                            | Bronzová medaile                 |
| MS – 2016 D3 | Turecko                            | 4. místo                         |
| MS – 2017 D3 | Bulharsko                          | místo (postup)                   |
| MS – 2018 D2 | Španělsko                          | 6. místo (sestup)                |
| MS – 2019 D3 | Bulharsko                          | 4. místo                         |
| MS – 2020 D3 | Lucembursko a Jižní Afrika         | Zrušeno kvůli pandemii covidu-19 |
| MS – 2021 D3 | Lucembursko a Jižní Afrika         | Zrušeno kvůli pandemii covidu-19 |
| MS – 2022 D3 | Lucembursko a Jižní Afrika         | 5. místo                         |
| MS – 2023 D3 | Jižní Afrika a Bosna a Hercegovina | 5. místo                         |
| MS – 2024 D3 | Kyrgyzstán                         | 3. místo                         |